# TABOO TATTOO－禁忌咒紋－
《TABOO TATTOO－禁忌咒紋－》（日语：タブー・タトゥー）是一部由真所作的漫畫作品，於2010年1月開始在KADOKAWA的月刊Comic Alive上連載。
2015年1月宣佈動畫化，於2016年7月4日開播。

## 故事簡介
赤塚正義（Justice），通稱正義，他的掌心有著一個能扭曲時空、創造出「無」並給予周圍一帶毀滅性傷害的刺青－－「咒紋」。正義決定幫助特務少女．伊姬完成回收咒紋的任務，但卻被捲入各國的陰謀之中。

## 主要登場人物
赤塚正義（聲：古川慎、奈波果林（幼少期））
本作男主角，通稱正義，正義感很強。赤塚流柔術的使用者，每天接受剛毅祖父的鍛煉。
在機緣巧合下，從一位逃亡到日本的美國研究人員手上得到虛無之咒紋-理法吞噬者，並捲入與咒紋有關的戰鬥中。第三位無鍵之咒紋擁有者,咒紋能力能吞噬任何物質
伊姬（聲：小松未可子）
本作女主角，突然出現在正義面前的銀髮少女，隸屬美國陸軍中尉，Blue Moon小隊隊長。
雙親是古蹟研究人員，在探勘的過程中發現到咒文，弟弟意外和無限之咒紋同化後暴走，伊姬是唯一的倖存者，由桑德斯收為養女
身體能力非常高，即使在不發動咒紋的情況下仍然能壓制正義，也因為咒紋的關係，身體永遠不會老化。
在與阿里雅的戰鬥中失去一隻手，後續已義手代替。
咒紋能力為壓縮空氣，觸發物為粉筆。
一之瀨桃子（聲：安濟知佳）
正義的青梅竹馬兼同班同學，擁有巨乳，喜歡正義。在跟蹤正義到伊姬家之時受到伊魯楚彌修的控制，幸好被正義等人拯救奪回控制權，此時也獲得了咒紋，但也捲入與咒紋有關的戰鬥中。在遺跡戰中已被伊魯楚彌修的起源體型態殺害。

## 王國
阿里雅巴妲（聲：鬼頭明里）
瑟利尼斯坦王國的王女，通稱阿里雅，敵方勢力稱之為「公主」。興趣是打電玩，經常調戲侍女(包含伊魯)，先前和桃子以桌球打賭,要是輸的話就要揉胸之類的百合興趣。
實際上並非國王親生，而是透過使用咒文的少數民族，經過長期的人體實驗後誕生的產物。對於以殘忍人體實驗來讓自己誕生的國王感到憎恨。雖然外表端莊賢淑，但實際上已將國王和王后虐殺。目標以4座遺跡力量，將人類毀滅，並和實驗體的姊妹們精神統一，成為新世界的神。在遺跡一戰後，為警告美國不准和王國開戰為由，使用遺跡的力量將美國科羅拉多州的軍事基地直接消滅，並和正義約在南極進行最後決戰。
伊魯楚彌修（聲：井澤詩織）
通稱伊魯，隸屬阿里雅巴妲的私人部隊「婆羅門」，代號為薛丁格的貓，原先生活在貧民窟，後續被阿里雅撿到，經過開導後，發誓絕對效忠阿里雅。似乎每天晚上都和阿里雅親親我我
阿里雅發動政變時，將舊國王一派全數殺害。為奪回在日本的無鍵之咒紋，附身在桃子上後，攻擊在場的正義和湯姆。拉卡指示撤退後，突擊美國的咒紋部隊「白薔薇」，將成員全數殺害，並捕獲隊長莉莎。在運送莉莎途中將所有追擊的美軍擊殺，但被正義打倒，同時阿里雅也立刻趕到將其帶回。遺跡一戰中，把咒紋給阿里雅管理，並強制進化成起源體型態，將現場的美軍全數擊破，並附身在莉莎身上和拉卡並肩對抗伊姬，在伊姬盛怒之下被打倒。咒紋能力是附身在他人身上並加以控制，由被第三者觀測產生透明化的能力，另外，可以阿里雅的力量覺醒為起源體型態。
R·R·拉卡（聲：津田健次郎）
使用鞭子的好手，隸屬阿里雅巴妲的私人部隊「婆羅門」。代號石頭之蛇，22歲單身，元醫大生的抖S。
和伊爾來到日本的隔天，直接襲擊正義的學校，和伊姬對決時被炸傷之後不得已撤退，之後襲擊白薔薇時，阻擋美軍的反咒紋部隊，並操控直升機將伊爾和捕獲的莉莎給帶走。在被伊姬和美軍追擊的過程中，被趁亂逃出的莉莎和伊姬打倒，後被阿里雅回收。之後將在遺跡戰中捕獲的莉莎進行拷問和洗腦，並讓伊爾附身在莉莎身上。大峽谷一戰中，和伊爾共同對抗伊姬，被伊姬以浸有蛇毒的子彈擊中後，全身麻痺得情況下摔落懸崖，被捲入玉城和愛紗的戰鬥中慘死。
卡爾·夏克哈（聲：生天目仁美）
婆羅門的副隊長，通稱卡爾，1/4的日本混血兒。穿著和式服裝並使用日本刀，喜歡B˙B。受阿里雅之命前往輪迴之館追殺BB和沃爾瑪，後續也在持續追蹤已逃亡的BB。遺跡戰時透過咒紋能力和劍術瞬間殺害美軍的提比斯和王，並壓制伊姬和桑德斯。之後被BB和正義聯手打倒。在大峽谷戰中,穿著忍者服裝和正義對決,並且將阿里雅的目的全盤托出，但還是輸給了正義。
在最後一戰中，她同時面對多名對手，包括「狂父」和伊姬。儘管人數上處於劣勢，卡爾仍然佔據上風，成功擊倒了兩名敵人。局勢的轉變發生在「狂父」發動自殺式攻擊時。雙方互相刺擊，卡爾的右腹中了刀，武士刀卡在那裡。「狂父」隨即倒下，剩下兩名對手。當卡爾被另一次自殺式攻擊分散注意力時，伊姬抓住了機會，從側面攻擊她。伊姬猛烈地踢向卡爾的右腹，正好是武士刀卡在的位置。這一踢的力量將刀刃推得更深，切開了卡爾的腹部，幾乎將她攔腰斬斷。卡爾被開膛破肚，她的腸子傾瀉而出，掉落在地上。最後，伊姬用槍指著她的頭，將她殺死了。
莉莎·洛夫洛克（聲：喜多村英梨）
通稱莉莎。美軍咒術部隊「白玫瑰」的隊長。
布拉德·黑石（聲：森川智之）
簡稱B.B.。原美國陸軍少佐。是第二個無鍵之咒紋擁有者。過去曾跟伊姬是戀人關係。
認為扼殺他人的「正義」是惡行，因此不殺人。
懷茲曼（聲: 速水獎）
逃亡到日本的美國研究人員，與布拉德·黑石是合作關係，就是導致正義被捲入咒紋有關的戰鬥中的罪魁祸首。
庫丘麗
如同阿里雅巴妲姐姐般的存在，屬於阿里雅巴妲一部分，但是是失敗作，只能在輪迴宮殿裡生活。

## 出版書籍
| 卷數 | KADOKAWA       | KADOKAWA               | 尖端漫畫      | 尖端漫畫          |
| 卷數 | 發售日期       | ISBN                   | 發售日期      | EAN               |
| ---- | -------------- | ---------------------- | ------------- | ----------------- |
| 1    | 2010年2月23日  | ISBN 978-4-04-066534-4 | 2011年4月11日 | EAN 4717702237875 |
| 2    | 2010年8月23日  | ISBN 978-4-04-066535-1 | 2012年4月21日 | EAN 4717702247362 |
| 3    | 2011年2月23日  | ISBN 978-4-04-066536-8 | 2012年7月17日 | EAN 4717702249380 |
| 4    | 2011年9月22日  | ISBN 978-4-04-066537-5 |               |                   |
| 5    | 2012年5月23日  | ISBN 978-4-04-066538-2 |               |                   |
| 6    | 2013年2月23日  | ISBN 978-4-04-066539-9 |               |                   |
| 7    | 2013年10月23日 | ISBN 978-4-8401-5334-8 |               |                   |
| 8    | 2014年6月23日  | ISBN 978-4-04-066586-3 |               |                   |
| 9    | 2015年1月23日  | ISBN 978-4-04-067242-7 |               |                   |
| 10   | 2015年6月23日  | ISBN 978-4-04-067537-4 |               |                   |
| 11   | 2016年3月23日  | ISBN 978-4-04-068204-4 |               |                   |
| 12   | 2016年9月23日  | ISBN 978-4-04-068544-1 |               |                   |
| 13   | 2017年8月23日  | ISBN 978-4-04-069197-8 |               |                   |

## 電視動畫

### 製作人員
- 原作：真（月刊Comic Alive）
- 監督：渡部高志
- 系列構成、劇本：關島眞頼、大武正光
- 角色設計：長谷川真也
- 音響監督：岩浪美和
- 音響制作：MAGIC CAPSULE
- 音樂：SuperSweep co.,ltd.、細江慎治
- 動畫製作：J.C.STAFF
- 製作：TABOO TATTOO製作委員會

### 主題曲
片頭曲「Belief」
作詞：空谷泉身，作曲：KENT / TOMOYA (SALTY DOG)，編曲：高橋浩一郎（onetrap），主唱：May'n
片尾曲「EGOISTIC EMOTION」
作詞：渡部紫緒，作曲、編曲：Ryo，主唱：TRIGGER〔伊姬（小松未可子）&桃子（安濟知佳）〕

### 各話列表
| 話數   | 日文標題 | 中文標題 | 劇本     | 分鏡                  | 演出              | 作畫監督 | 總作畫監督          |
| ------ | -------- | -------- | -------- | --------------------- | ----------------- | --- | ------------------- |
| 第1話  |          | 咒紋     | 大武正光 | 岩崎良明              | 岩崎良明          | 藤井昌宏、前田百合子                                                                                        | 藤井昌宏 長谷川真也 |
| 第2話  |          | 襲擊     | 關島真賴 | 岩崎良明              | 高島大輔          | 木本茂樹、冷水由紀繪                                                                                        | 藤井昌宏            |
| 第3話  |          | 同病相憐 | 關島真賴 | 鈴木健太郎            | 萩原弘光          | 、高橋沙妃 前田百合子、山本雅章 芝田千紗                                                                    | 藤井昌宏            |
| 第4話  |          | 距離     | 關島真賴 | 佐山聖子              | 岩崎良明          | 森七奈、浅川翔 藤部生馬、前田義宏 上田峰子、奥田哲平                                                        | 藤井昌宏            |
| 第5話  |          | 奪還     | 大武正光 | 渡部高志              | 高島大輔          | 木本茂樹、坂本哲也 芝田千紗、齊藤美香 前田百合子、                                                          | 藤井昌宏            |
| 第6話  |          | 再會     | 關島真賴 | 篠原正寬              | 篠原正寬          | 、冷水由紀繪 芝田千紗、前田義宏 上田峰子、淺川翔                                                            | 藤井昌宏            |
| 第7話  |          | 暴風雨   | 大武正光 | 五月女浩一朗          | 橋本敏一          | 上田峰子、冷水由紀繪 小淵陽介、藤部生馬 山本雅章、矢向宏志 芝田千紗、坂本哲也 前田百合子                    | 藤井昌宏 長谷川真也 |
| 第8話  |          | 創造者   | 關島真賴 | 五月女浩一朗 櫻井親良 | 高島大輔 藏本穗高 | 木本茂樹、森七奈 坂本哲也、藤部生馬 前田義宏、淺川翔 矢向宏志、小淵陽介 冷水由紀繪                          | 藤井昌宏 長谷川真也 |
| 第9話  |          | 過去     |          | 渡部高志              | 藏本穗高          | 冷水由紀繪、前田百合子 上田峰子、藤部生馬 山本雅章、小淵陽介 淺川翔、片山敬介                               | 藤井昌宏 長谷川真也 |
| 第10話 |          | 挑戰書   | 大武正光 | 二瓶勇一 渡部高志     | 高島大輔 藏本穗高 | 藤部生馬、吉岡幸惠 冷水由紀繪、小淵陽介 前田義宏、淺川翔 芝田千紗、森七奈 長谷川真也                        | 藤井昌宏 長谷川真也 |
| 第11話 |          | 掌上     | 關島真賴 | 篠原正寬              | 篠原正寬 高島大輔 | 藤井昌宏、長谷川真也 木本茂樹、冷水由紀繪 上田峰子、重松佐和子 坂本哲也、藤部生馬 淺川翔、小澤理彥 齋藤美香 | 藤井昌宏 長谷川真也 |
| 第12話 |          | 決戰     | 大武正光 | 渡部高志              | 渡部高志 櫻井親良 | 長谷川真也、冷水由紀繪 森七奈、前田百合子 藤部生馬、前田義宏 小淵陽介                                       | 藤井昌宏 長谷川真也 |

### 播放電視台
日本深夜動畫：下文記載的日本国内播放時間使用日本標準時間（UTC+9）表示。因為部分時間标识會採用30小时制，因此請留意这类超过24:00的时间，其實際播放時間為翌日清晨。
| 播放地區 | 播放電視台 | 播放日期       | 播放時間（UTC+9）         | 所屬聯播網 | 備註                           |
| -------- | ---------- | -------------- | ------------------------- | ---------- | ------------------------------ |
| 關東地方 | 東京電視台 | 2016年7月4日－ | 星期一 26時05分－26時35分 | 東京電視網 | 製作委員會參加                 |
| 日本全國 | AT-X       | 2016年7月6日－ | 星期三 24時30分－25時00分 | 衛星電視   | CS放送／有重播／製作委員會參加 |
| 日本全國 | BS JAPAN   | 2016年7月9日－ | 星期六 24時00分－24時30分 | 衛星電視   | BS放送／製作委員會參加         |

## 外部連結
- 《TABOO TATTOO－禁忌咒紋－》Media Factory官方網站（页面存档备份，存于） （日語）
- 《TABOO TATTOO－禁忌咒紋－》動畫官方網站（页面存档备份，存于） （日語）
- 《TABOO TATTOO－禁忌咒紋－》東京電視台TX動畫專頁（页面存档备份，存于） （日語）
- 《TABOO TATTOO－禁忌咒紋－》的X（前Twitter）